# Dialeurodes pauliani
Dialeurodes pauliani là một loài côn trùng cánh nửa trong họ Aleyrodidae, phân họ Aleyrodinae.
Dialeurodes pauliani được Cohic miêu tả khoa học đầu tiên năm 1966.